# Parakitfalk
Parakitfalk (Spiziapteryx circumcincta) är en fågel i familjen falkar inom ordningen falkfåglar.

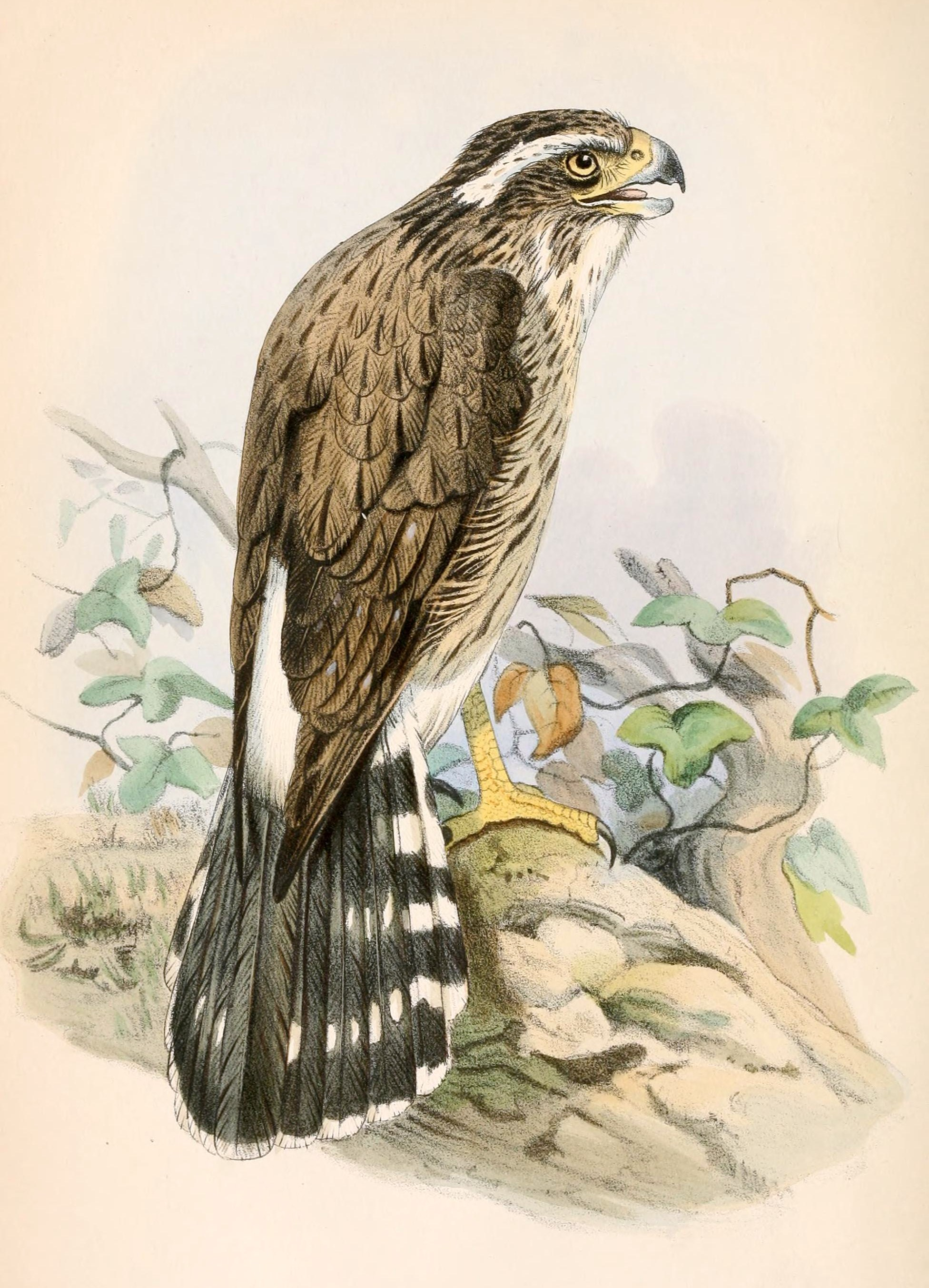

## Utseende och läte
Parakitfalk är en liten och distinkt falk med tydligt vitt ögonbrynsstreck och strupesidesstreck. Lätet är unikt, ett fylligt och något sjungande "skyoot" som upprepas regelbundet. 

## Utbredning och systematik
Fågeln förekommer från provinsen Chaco i norra Argentina till västra Paraguay och östra Bolivia. Den placeras som enda art i släktet Spiziapteryx.

## Levnadssätt
Parakitfalk är en ovanlig och sparsamt förekommande fågel i torrt slättland. Där ses den ofta sitta på höga och exponerade utkiksplatser.

## Status
Arten har ett stort utbredningsområde och beståndet anses stabilt. Internationella naturvårdsunionen IUCN listar den därför som livskraftig (LC).